# تروکازانو
تروکازانو (به ایتالیایی: Truccazzano) یک سکونتگاه مسکونی در ایتالیا است که در استان میلان واقع شده‌است.

## خصوصیات
تروکازانو ۲۲٫۲ کیلومترمربع مساحت و ۴٬۸۳۰ نفر جمعیت دارد.